# Concistori di papa Leone X

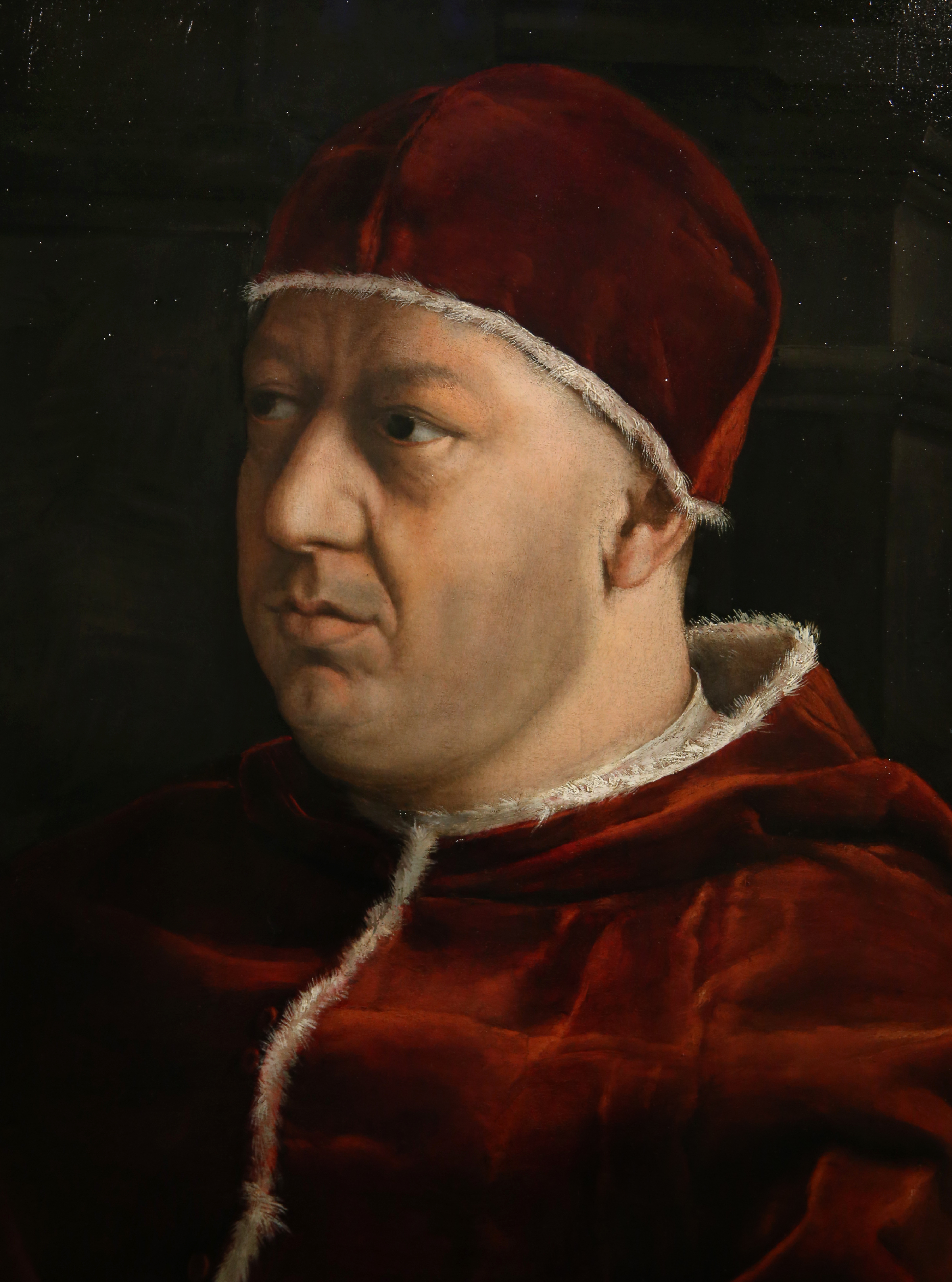
Papa Leone X

Questa voce raccoglie l'elenco completo dei concistori per la creazione di nuovi cardinali presieduti da papa Leone X, con l'indicazione di tutti i cardinali creati (42 nuovi cardinali in 8 concistori). Il 1º luglio 1517 Leone X presiedette quello che fino al 1946 fu il concistoro con il maggior numero di creazioni cardinalizie della storia, ben 31.
I nomi sono posti in ordine di creazione.

## 23 settembre 1513 (I)
- Lorenzo Pucci, amministratore diocesano di Melfi, datario apostolico; creato cardinale presbitero dei Santi Quattro Coronati († 1531)
- Giulio de' Medici, cugino di Sua Santità, arcivescovo eletto di Firenze; creato cardinale diacono di Santa Maria in Domnica; poi eletto papa Clemente VII il 19 novembre 1523 († 1534)
- Bernardo Dovizi da Bibbiena, tesoriere generale di Santa Romana Chiesa, protonotario apostolico; creato cardinale diacono di Santa Maria in Portico Octaviae († 1520)
- Innocenzo Cibo, nipote di Sua Santità, protonotario apostolico; creato cardinale diacono dei Santi Cosma e Damiano († 1550)

## 10 settembre 1515 (II)
- Thomas Wolsey, arcivescovo di York; creato cardinale presbitero di Santa Cecilia († 1530)

## 14 dicembre 1515 (III)
- Adrien Gouffier de Boissy, vescovo di Coutances; creato cardinale presbitero dei Santi Marcellino e Pietro († 1523)

## 1º aprile 1517 (IV)
- Antoine Bohier du Prat, O.S.B., arcivescovo di Bourges; creato cardinale presbitero di Sant'Anastasia († 1519)
- Guillaume III de Croy, vescovo eletto di Cambrai; creato cardinale diacono di Santa Maria in Aquiro († 1521)

## 1º luglio 1517 (V)
- Francesco Conti, arcivescovo eletto di Conza; creato cardinale presbitero di San Vitale († 1521)
- Giovanni Piccolomini, nipote di papa Pio III, arcivescovo di Siena; creato cardinale presbitero di Santa Sabina († 1537)
- Giovanni Domenico De Cupis, protonotario apostolico, canonico capitolare della Basilica Vaticana; creato cardinale presbitero di San Giovanni a Porta Latina († 1553)
- Niccolò Pandolfini, vescovo di Pistoia; creato cardinale presbitero di San Cesareo in Palatio († 1518)
- Raffaele Petrucci, vescovo di Grosseto, moderatore della Repubblica di Siena; creato cardinale presbitero di Santa Susanna († 1522)
- Andrea della Valle, vescovo di Mileto; creato cardinale presbitero di Sant'Agnese in Agone († 1534)
- Bonifacio Ferrero, vescovo di Ivrea; creato cardinale presbitero dei Santi Nereo e Achilleo († 1543)
- Giovanni Battista Pallavicino, vescovo di Cavaillon; creato cardinale presbitero di Sant'Apollinare alle Terme († 1524)
- Scaramuccia Trivulzio, vescovo di Como; creato cardinale presbitero di San Ciriaco alle Terme († 1527)
- Pompeo Colonna, vescovo emerito di Rieti; creato cardinale presbitero dei Santi XII Apostoli († 1532)
- Domenico Giacobazzi, vescovo di Nocera dei Pagani; creato cardinale presbitero di San Lorenzo in Panisperna († 1528)
- Luigi II di Borbone-Vendôme, vescovo di Laon; creato cardinale presbitero di San Silvestro in Capite († 1557)
- Lorenzo Campeggi, principe-vescovo di Feltre, nunzio apostolico nel Sacro Romano Impero; creato cardinale presbitero di San Tommaso in Parione († 1539)
- Ferdinando Ponzetti, vescovo di Molfetta; creato cardinale presbitero di San Pancrazio fuori le mura († 1527)
- Luigi de' Rossi, cugino di Sua Santità, protonotario apostolico; creato cardinale presbitero di San Clemente († 1519)
- Silvio Passerini, protonotario apostolico, datario apostolico; creato cardinale presbitero di San Lorenzo in Lucina († 1529)
- Francesco Armellini Pantalassi de' Medici, protonotario apostolico e chierico della Camera Apostolica; creato cardinale presbitero di San Callisto († 1527)
- Adriaan Florenszoon Boeyens (Dedel), vescovo di Tortosa, inquisitore generale di Spagna; creato cardinale presbitero dei Santi Giovanni e Paolo; poi eletto papa con il nome di Adriano VI il 9 gennaio 1522 († 1523)
- Tommaso De Vio, O.P., maestro generale del suo Ordine; creato cardinale presbitero di San Sisto († 1534)
- Egidio di Viterbo, O.E.S.A., superiore generale del suo Ordine, nunzio apostolico; creato cardinale presbitero di San Bartolomeo all'Isola († 1532)
- Cristoforo Numai, O.F.M.Obs., ministro generale del suo Ordine; creato cardinale presbitero di San Matteo in Merulana († 1528)
- Guillén-Ramón de Vich y de Vallterra, protonotario apostolico; creato cardinale presbitero di San Marcello († 1525)
- Franciotto Orsini, protonotario apostolico; creato cardinale diacono di San Giorgio in Velabro († 1534)
- Paolo Emilio Cesi, protonotario apostolico, reggente della Cancelleria Apostolica; creato cardinale diacono di San Nicola tra le Immagini († 1537)
- Alessandro Cesarini, senior, protonotario apostolico; creato cardinale diacono dei Santi Sergio e Bacco († 1542)
- Giovanni Salviati, nipote di Sua Santità, protonotario apostolico; creato cardinale diacono dei Santi Cosma e Damiano († 1553)
- Niccolò Ridolfi, nipote di Sua Santità, protonotario apostolico; creato cardinale diacono dei Santi Vito e Modesto († 1550)
- Ercole Rangoni, protonotario apostolico; creato cardinale diacono di Sant'Agata in Suburra († 1527)
- Agostino Trivulzio, protonotario apostolico; creato cardinale diacono di Sant'Adriano al Foro († 1548)
- Francesco Pisani, protonotario apostolico; creato cardinale diacono di San Teodoro († 1570)
- Alfonso d'Aviz, vescovo eletto di Guarda, protonotario apostolico; creato cardinale diacono (ricevette la diaconia di Santa Lucia in Septisolio nel 1525, compiuti i sedici anni) († 1540)

## 24 marzo 1518 (VI)
- Alberto di Brandeburgo, arcivescovo di Magdeburgo e Magonza; creato cardinale presbitero di San Crisogono († 1545)

## 28 maggio 1518 (VII)
- Giovanni di Lorena, vescovo di Metz; creato cardinale diacono di Sant'Onofrio († 1550)

## 9 agosto 1520 (VIII)
- Eberhard von der Mark, vescovo di Liegi; creato cardinale presbitero di San Crisogono († 1538)

## Fonti
- (EN) Current and historical information about the Bishops and Dioceses of the Catholic Hierarchy around the world, su catholic-hierarchy.org. URL consultato il 19 giugno 2021 (archiviato dall'url originale il 10 febbraio 2018).
- (EN) Salvador Miranda, Leo X, su fiu.edu – The Cardinals of the Holy Roman Church, Florida International University.